# Чхаттисгарх
Чхаттисга́рх (хинди छत्तीसगढ़, англ. Chhattisgarh) — штат в центральной Индии. Образован 1 ноября 2000 г. путём выделения 16 районов из состава штата Мадхья-Прадеш. Граничит с штатами Мадхья-Прадеш, Махараштра, Андхра-Прадеш, Орисса, Джаркханд, Уттар-Прадеш. Площадь — 136 034 км², население — 25 540 196 чел. (2011). Столица — Райпур. Другие крупные города — Бхилаи, Биласпур, Корба.

## География
Северная часть штата находится на окраине Индо-Гангской низменности, в центральной части штата расположена плодородная долина реки Маханади — основной район рисосеяния в штате; южная часть штата лежит на плоскогорье Декан, в бассейне реки Годавари. Лесистость составляет 40 %.

## История
До образования штата в 1950-х годах советскими специалистами был построен Бхилайский металлургический завод.
На начало апреля 2010 года в штате по-прежнему действовало маоистское движение, которое ведет вооруженную борьбу с правительством и органами правопорядка. С 60-х годов XX века боевики этой группировки действуют под лозунгом защиты притесняемого местного населения, выступают против практики конфискации земель у фермеров. Для борьбы с правительством маоисты используют террористические методы, в результате чего часто страдает как полиция, так и мирное население.

## Политика
Чхаттисгарх относится к числу штатов, где традиционно сильна Бхаратия джаната парти. В настоящее время (начало 2010 года) именно этой партией сформировано правительство штата.
На выборах 2018 года победил ИНК.

## Административно-территориальное деление
Штат включает в себя 27 округов:
- Балод — создан в 2012 году
- Балодабазар — создан в 2012 году
- Балрампур — создан в 2012 году
- Бастар
- Беметара — создан в 2012 году
- Биджапур — создан в 2007 году
- Биласпур
- Гариябад — создан в 2012 году
- Дантевада — создан в 1998 году
- Джанджгир-Чампа — создан в 1998 году
- Джашпур — создан в 1998 году
- Дург
- Дхамтари — создан в 1998 году
- Кабирдхам — создан в 1998 году, ранее назывался Кавардха
- Канкер — создан в 1998 году
- Кондагаон — создан в 2012 году
- Корба — создан в 1998 году
- Кория — создан в 1998 году
- Махасамунд — создан в 1998 году
- Мунгели — создан в 2012 году
- Нараянпур — создан в 2007 году
- Раджнандгаон — создан в 1972 году
- Райгарх
- Райпур
- Сукма — создан в 2012 году
- Сураджпур — создан в 2012 году
- Сургуджа

## Язык
Основной язык штата — чхаттисгархи — близок хинди. В горных районах распространены дравидийские языки: телугу, гонди, мариа, муриа, койя, pardhan, парджи, nagarchal, курух.

## Экономика
Основа промышленности штата — энергетика, чёрная и цветная металлургия. В частности, в Бхилаи расположен один из крупнейших в Индии металлургических комбинатов (построен с помощью СССР). Работающие в Корбе ТЭС — одни из крупнейших в стране. Также развита цементная и химическая промышленность (производство минеральных удобрений). Основа сельского хозяйства — рис, выращивают также пшеницу и кукурузу.